# Liste der Generalgouverneure des Anglo-Ägyptischen Sudan
Dies ist eine Liste der Generalgouverneure des Anglo-Ägyptischen Sudan. Dieses Amt wurde nach dem Sieg der anglo-ägyptischen Truppen über die Mahdisten im Sudan eingerichtet, um das Land zu verwalten. Das Amt war anfänglich mit dem des Sirdar (Oberbefehlshaber) der ägyptischen Armee verbunden.
| Amtszeit          | Amtszeit          | Amtsinhaber                      | Bemerkung        |
| Beginn            | Ende              | Amtsinhaber                      | Bemerkung        |
| ----------------- | ----------------- | -------------------------------- | ---------------- |
| 19. Januar 1899   | 22. Dezember 1899 | Horatio Herbert Kitchener        |                  |
| 22. Dezember 1899 | 31. Dezember 1916 | Sir Francis Reginald Wingate     |                  |
| 1. Januar 1917    | 20. November 1924 | Sir Lee Oliver Fitzmaurice Stack |                  |
| 21. November 1924 | 5. Januar 1925    | Wasey Sterry                     | geschäftsführend |
| 5. Januar 1925    | 6. Juli 1926      | Sir Geoffrey Francis Archer      |                  |
| 31. Oktober 1926  | 10. Januar 1934   | Sir John Loader Maffey           |                  |
| 10. Januar 1934   | 19. Oktober 1940  | Sir George Stewart Symes         |                  |
| 19. Oktober 1940  | 8. April 1947     | Sir Hubert Jervoise Huddleston   |                  |
| 8. April 1947     | 29. März 1954     | Sir Robert George Howe           |                  |
| 29. März 1954     | 12. Dezember 1955 | Sir Alexander Knox Helm          |                  |

Weitere Fortsetzung siehe: Liste der Präsidenten des Sudan